# Förstadsprästen
Förstadsprästen är en svensk film från 1917 i regi av Georg af Klercker. 

## Om filmen
Filmen premiärvisades 3 september 1917 på biograferna Sture-Teatern och Brunkebergsteatern i Stockholm. Filmen spelades vid Hasselbladateljén på Otterhällan i Göteborg med exteriörer från Göteborg av Carl Gustaf Florin

## Rollista
- Georg Blickingberg – general von Tillisch
- Concordia Selander – generalskan von Tillisch
- Gabriel Alw – Ove von Tillisch, deras son, löjtnant
- Olof Sandborg – pastor Erik Dyhre, generalskans son i ett tidigare äktenskap
- Mary Johnson – Elin von Prangen, generalens guddotter
- Lilly Gräber – Stella, gatflicka
- Frans Oscar Öberg – Starke Rudolf, sutenör
- Torre Cederborg – tidningsredaktör
- Manne Göthson – domaren
- John Botvid – en ung man vid utedansen
- Lilly Cronwin – pastor Dyhres husa
- Tekla Sjöblom – gäst hos general von Tillisch
- Semmy Friedmann – protokollförare i rätten
- Johnny Björkman – åhörare vid rättegången